# 부여성
부여성(扶餘城)은 부여와 고구려의 성으로 현재의 중국 지린성 눙안(농안)으로 비정된다.

## 역사
부여의 왕성으로 추정되며, 후일 고구려로 편입 되었다. 고구려 말기에 세워진 천리장성의 북쪽끝이 부여성이었다. 668년 2월에 부여성은 당나라에 의해 주변 40여개 성과 함께 함락되었고, 668년 안동도호부 관할이 되었다.
당나라의 만주 지배가 약화되자 발해는 부여의 고지에 "부여부"를 설치하였다. 발해 15대왕 대인선때 요나라가 국경인 부여성을 먼저 공격하여 함락시켰는데, 부여성을 함락시킨 후 거란은 별다른 저항없이 상경 용천부에 도착하였다.